# Ruth Benedict
Ruth Fulton Benedict (født 5. juni 1887 – død 17. september 1948) var en amerikansk antropolog, som blev kendt for sine bidrag til kulturantropologien, blandt andet som udvikler af "kultur og personlighed"-traditionen som var en vigtig tilgang til antropologien inden anden verdenskrig. Hun var elev af Franz Boas på Columbia University og blandt hendes egne elever var Margaret Mead, som også blev verdenskendt antropolog. Hun beskæftigede sig særligt med kunst, særligt indiansk kunst, og medvirkede til at udvikle kulturrelativisme, ideen om at fremmede kulturer ikke kan forstås igennem ens egen kulturs begrebsapparat, som udgangspunkt for antropologien.

## Liv
Hun blev født i New York City, men voksede delvis op i Californien. Hun gik på kvindeuniversitetet Vassar College og tog sin bachelor eksamen i 1909. Hun giftede sig i 1914 med kemikeren Stanley Benedict, men hun mistrivedes ved livet som forstadsfrue. Hun skrev digte og udgav dem under pseudonymet Anne Singleton. I 1919 begyndte hun at studere ved New School of Social Research under Elsie Clews Parsons og i 1921 begyndte hun sine Ph.d.-studier under Boas ved Columbia. Hun færdiggjorde sin afhandling i 1923. Afhandlingen omhandlede nordamerikanske indianeres religion, specifikt troen på skytsånder, titlen var The Concept of the Guardian Spirit in North America. Hendes tidligste arbejde var basret på arkiv og bibliotekskilder, men senere udførte hun selv feltarbejde blandt indianske folk i det Amerikanske sydvest: blandt Zuni (1924), Zuni og Cochiti (1925), O’otam (1927), og Mescalero Apache (1931). Benedicts mand døde i 1936, men ægteskabet havde på daværende tidspunkt længe været i opløsning.
Benedict og Boas havde et nært forhold, og hun omtalte ham ofte som "papa Franz", da Boas døde i 1942 skrev Benedict hans nekrolog. Benedict havde et også tæt venskab med lingvisten Edward Sapir som også var Boas' elev og med hvem hun delte interessen for lyrik. Sapir og Benedict var derudover hver især romantisk involveret med Margaret Mead, Benedicts og Boas' fælles elev. Mead og Benedict gjorde meget for at skjule deres indbyrdes forhold og der findes ingen billeder af dem sammen, men fra deres korrespondance forstår man at de elskede hinanden højt og at deres forhold også var seksuelt. Lois W. Banner forfatter til biografier af både Mead og Benedict har argumenteret for at Benedict med tiden kom til at anse sig selv for at være homoseksuel, mens Mead aldrig lagde sig fast på en bestemt seksuel identitet. Benedict havde også forskellige åbne forhold med både mænd og kvinder, men lagde sig til sidst fast på monogame forhold med kvinder.
Benedict blev fastansat professor ved Columbia og præsident for American Anthropological Association, den amerikanske fagorganisation for antropologer. I 1933 beskrev tidskriftet Science benedict som en af de 1250 vigtigste videnskabsfolk i USA, og som en af de tre vigtigste kvinder i videnskab. Hun var fast boganmelder i New York Herald Tribune og redaktør af tidsskriftet Journal of American Folk-lore.
På grund af politiske uoverensstemmelser med ledelsen af universitetet, blev Benedict ved Boas' død forbigået som leder af antropologiafdelingen ved Columbia, selvom Boas selv havde udset hende som sin efterfølger, i stedet blev posten givet til Boas' og Benedicts erklærede modstander Ralph Linton. Benedict døde af et hjerteanfald i 1948, 61 år gammel, få uger efter hun var blevet forfremmet til et fuldt professorat. Margaret Mead skrev hendes nekrolog, og udgav i 1974 en kort biografi med titlen "Ruth Benedict: A Humanist in Anthropology".

## Forskning
Hendes hovedværk var Patterns of Culture (1934) hvori hun udviklede en kulturforståelse der så holistisk på en kultur, og forstod den som en tendens til gentagelse af særlige mønstre i adfærd og tanke. Her præsenterede hun ideen om at en "kultur er som en personlighed i stor skala". Hun udførte feltarbejde blandt Zuni indianere i New Mexico, og skrev en bog om Zuni mytologi der udkom i 1935. I bogen beskrev hun Kwakiutl indianernes kultur som "dionysisk" centreret omkring Potlatch-ceremoniens overdrevne festlighed, modsatrettet Zuni indianernes stoiske og "appolinske" kultur, og modsatrettet igen Dobu-folkets "paranoide" kultur med fokus på konflikt og aggression. Hun beskriver hvordan en kultur "vælger et mønster" af mulige adfærdstyper og gør dem til idealet for al adfærd, og derefter skaber kulturelle mønstre omkring disse værdier. Kulturmønstret gør så at de mennesker hvis personlighed passer med kulturen får det nemmere end de hvis personlighed er modsatrettet kulturen og som derfor anses for "utilpassede" i deres egen kultur. Patterns of Culture er en af de bedst sælgende og mest indflydelsesrige antropologiske værker igennem tiden, oversat til mere end tolv sprog og solgt i 1,6 millioner eksemplarer, og stadig i brug i dag. Den blev udgivet på dansk på Gyldendals Forlag under titlen Kulturmønstre i 1952.
I 1940 udgav hun bogen Race, Science and Politics som beskriver den boasianske antropologis syn på race. Her argumenterer hun, som Boas, for at man må skelne mellem biologiske raceforskelle som er er rent anatomiske og uden social relevans, og de sociale og kulturelle forskelle som racisme og raceopdeling skaber.
Under anden verdenskrig udgav hun to værker møntet på krigsindsatsen: Den ene var værket The Races of Mankind som hun skrev sammen med sin kollega Gene Weltfish. Denne pamflet der skulle uddeles til Amerikanske soldater, beskrev de videnskabelige fremskridt i forståelsen af forskellene imellem menneskeracerne, og tilbageviste det Nazistiske racesyn hvorefter menneske racer kunne opdeles i klart afgrænsede biologiske grupper hvor nogen var højerestående i forhold til andre. Som empirisk evidens for de forskellige racers lighed i kognitive evner brugte Benedict det Amerikanske militærs intelligenstest der viste at sorte i nordstaterne i gennemsnit klarede sig bedre end hvide fra sydstaterne - forskellen måtte altså ligge i nordstaternes bedre udviklede skolesystem og ikke i medfødte intelligensforskelle. Selvom pamflettens grundsyn og argument blev indskrevet i UNESCO's udtalelse om raceforskelle i 1948 og dermed blev en slags videnskabens officielle syn på race, var den i 1943 stadig kontroversiel i det Amerikanske forsvar - og den blev aldrig omdelt blandt soldaterne. I 1950erne efter Benedicts død blev pamfletten af McCarthyister anklaget for at være kommunistisk propaganda, hvilket resulterede i at den blev solgt i 750,000 eksemplarer og oversat til adskillige sprog.
Benedict blev også ansat af militæret til at forske i japansk kultur, for at kunne bruge kulturforståelse som en del af strategien i Stillehavskrigen. Da hun ikke kunne besøge Japan arbejdede hun ud fra interviews med Japanere bosiddende i USA. Disse studier blev i 1946 udgivet under titlen The Chrystanthemum and the Sword en analyse af militarismens relation til ære og æstetik i Japansk kultur.Hendes interesse var at vise japansk kultur som en logisk sammenhængende helhed, og på den måde menneskeliggøre japanerne og gøre dem forståelige, i en periode kendetegnet ved dæmonisering af japanere og japansk kultur. Benedicts analyse viste at Kejserens position var så vigtig at det måtte være i Amerikanernes interesse at tillade kejseren at fortsætte sin regeringsperiode efter kapitulationen. Bogen blev meget indflydelsesrig, både i USA og Japan, men er også blevet kritiseret for i sin iver for at give en sammenhængende holistisk billede af Japan at fremstille kulturen for ensidigt og unuanceret, og uden forståelse af den specifikke historiske situation.

## Udvalgte udgivelser
- The Vision in Plains Culture (1922)
- The Concept of the Guardian Spirit in North America (1923)
- Psychological Types in the Cultures of the Southwest (1930)
- Tales of the Cochiti Indians (1931)
- Configurations of Culture (1932)
- Myth (1933)
- Patterns of Culture (1934)
- Anthropology and the Abnormal (1934)
- Zuni Mythology (1935)
- Marital Property Rights in Bilateral Society (1936)
- Religion (1938)
- Continuities and Discontinuities in Cultural Conditioning (1938)
- Race: Science and Politics (1940)
- The Races of Mankind (1943)
- Two Patterns of Indian Acculturation (1943)
- The Chrysanthemum and the Sword (1946)
- The Study of Cultural Patterns in European Nations (1946)
- Anthropology and the Humanities (1948)
- Child Rearing in Certain European Countries (1949)
- Thai Culture and Behavior (1952)